# Cirolana bovina
Cirolana bovina är en kräftdjursart som beskrevs av Barnard 1940. Cirolana bovina ingår i släktet Cirolana och familjen Cirolanidae. Inga underarter finns listade i Catalogue of Life.